# میگل رویس (بازیکن بسکتبال)
میگل رویس (اسپانیایی: Miguel Ruiz‎؛ زادهٔ ۲۰ دسامبر ۱۹۹۰) بازیکن بسکتبال اهل ونزوئلا است.
وی در مسابقات کشوری و بین‌المللی در مجموع برندهٔ ۳ مدال طلا شده‌است.